# KCNA7
KCNA7 (англ. Potassium voltage-gated channel subfamily A member 7) – білок, який кодується однойменним геном, розташованим у людей на короткому плечі 19-ї хромосоми. Довжина поліпептидного ланцюга білка становить 456 амінокислот, а молекулярна маса — 50 559.
| 10         |  | 20         |  | 30         |  | 40         |  | 50         |
| ---------- |  | ---------- |  | ---------- |  | ---------- |  | ---------- |
| MEPRCPPPCG |  | CCERLVLNVA |  | GLRFETRART |  | LGRFPDTLLG |  | DPARRGRFYD |
| DARREYFFDR |  | HRPSFDAVLY |  | YYQSGGRLRR |  | PAHVPLDVFL |  | EEVAFYGLGA |
| AALARLREDE |  | GCPVPPERPL |  | PRRAFARQLW |  | LLFEFPESSQ |  | AARVLAVVSV |
| LVILVSIVVF |  | CLETLPDFRD |  | DRDGTGLAAA |  | AAAGPFPAPL |  | NGSSQMPGNP |
| PRLPFNDPFF |  | VVETLCICWF |  | SFELLVRLLV |  | CPSKAIFFKN |  | VMNLIDFVAI |
| LPYFVALGTE |  | LARQRGVGQQ |  | AMSLAILRVI |  | RLVRVFRIFK |  | LSRHSKGLQI |
| LGQTLRASMR |  | ELGLLIFFLF |  | IGVVLFSSAV |  | YFAEVDRVDS |  | HFTSIPESFW |
| WAVVTMTTVG |  | YGDMAPVTVG |  | GKIVGSLCAI |  | AGVLTISLPV |  | PVIVSNFSYF |
| YHRETEGEEA |  | GMFSHVDMQP |  | CGPLEGKANG |  | GLVDGEVPEL |  | PPPLWAPPGK |
| HLVTEV     |  |            |  |            |  |            |  |            |

A: Аланін

C: Цистеїн

D: Аспарагінова кислота

E: Глутамінова кислота

F: Фенілаланін

G: Гліцин

H: Гістидин

I: Ізолейцин

K: Лізин

L: Лейцин

M: Метіонін

N: Аспарагін

P: Пролін

Q: Глутамін

R: Аргінін

S: Серин

T: Треонін

V: Валін

W: Триптофан

Кодований геном білок за функціями належить до іонних каналів, потенціалзалежних каналів. 
Задіяний у таких біологічних процесах, як транспорт іонів, транспорт, транспорт калію. 
Білок має сайт для зв'язування з калію. 
Локалізований у мембрані.